# Hörbypartiet
Hörbypartiet (HÖR) var ett lokalt politiskt parti i Hörby kommun.

## Historik
Partiet bildades 1996 och har hittills ställt upp i valet till kommunfullmäktige 1994, 1998, 2002 och 2006. Hörbypartiet fungerade tidigare som Sjöbopartiets lokalavdelning i Hörby och hette då Sjöbopartiet i Hörby. Dess förste partiordförande var Stellan Persson. Viktiga frågor för partiet var skolan, äldreomsorg och sysselsättning.
Hörbypartiet ingick i småpartikoalitionen Skånes Väl (SV). Partiets kritiker har beskrivit partiet som invandringskritiskt då det tidigare ingick i invandringskritiska SV och dessförinnan i Sjöbopartiet. Anklagelsen tillbakavisades av partiet självt. Under mandatperioden 2002–2006 ingick Hörbypartiet i den styrande majoriteten tillsammans med moderaterna, centerpartiet, folkpartiet och kristdemokraterna. Samarbetet bröts 2005, då Hörbypartiet haft samarbete med Nationaldemokraterna. Då majoritetsförhållandet ändrats upplöstes två nämnder av kommunfullmäktige och Miljöpartiet inträdde i majoriteten.

## Valresultat
| År    | Röster | %    | Mandat  |
| ----- | ------ | ---- | ------- |
| 1994* | –      | 14,1 | 6 av 41 |
| 1998  | 716    | 9,08 | 4 av 41 |
| 2002  | 709    | 9,19 | 4 av 41 |
| 2006  | 436    | 5,14 | 2 av 41 |
| 2010  | 109    | 1,18 | 0 av 41 |

I valet 1994 var partiet en lokalavdelning av Sjöbopartiet.